# Haute Corrèze
La haute Corrèze, parfois écrit Haute-Corrèze, est une région couvrant le quart nord-ouest du département français de la Corrèze, à l'ouest du Massif central. Il s'agit de la partie la plus élevée de ce département, avec une altitude moyenne de 650 m.
Organisée autour de la ville d'Ussel, elle intègre notamment une grande partie du plateau de Millevaches.
La dénomination Haute Corrèze est fréquemment employée pour opposer la partie supérieure du département à la Basse Corrèze, autour de Brive-la-Gaillarde, communément désignée par l'appellation pays de Brive ou bassin de Brive.

## Géographie
La haute Corrèze couvre notamment la partie corrézienne du plateau de Millevaches et les gorges de la Dordogne. Administrativement, une grande partie de ses communes appartient à la communauté de communes de Haute-Corrèze Communauté, autour de la ville d'Ussel.
Les principales localités de la haute Corrèze sont, outre Ussel, Meymac, Bort-les-Orgues, Neuvic et Égletons.